# UB40 CCCP: Live in Moscow
UB40 CCCP: Live in Moscow é o segundo álbum gravado ao vivo da banda UB40, lançado em janeiro de 1987.

## Faixas
1. "All I Want to Do" - 5:05
2. "Cherry Oh Baby" - 3:12
3. "Keep on Moving" - 4:35
4. "Watchdogs" - 4:32
5. "Don't Blame Me" - 3:40
6. "Tell It Like It Is" - 3:52
7. "Please Don't Make Me Cry" - 4:24
8. "Johnny Too Bad" - 5:13
9. "I Got You Babe" - 3:51
10. "Don't Break My Heart" - 4:02
11. "If It Happens Again" - 3:55
12. "Rat in Mi Kitchen" - 4:06
13. "Sing Our Own Song" - 7:55

## Paradas
| Ano  | Parada        | Posição |
| ---- | ------------- | ------- |
| 1987 | Billboard 200 | 121     |